# Корейська мова
Коре́йська мо́ва (кор. 한국어, НЛ: Hangukeo, СК: ханґуґо на півдні; кор. 조선말, МК: Chosŏnmal, СК: чосонмаль на півночі) — мова корейців, державна мова Республіки Корея та КНДР. Також поширена у Японії, Китаї, США, Канаді та деяких центральноазійських країнах серед корейської діаспори. Є рідною мовою для приблизно 81 мільйона людей.
За межами Кореї мова визнана мовою меншини в деяких частинах Китаю, а саме в провінції Цзіліні, зокрема в префектурі Яньбянь та повіті Чанбай. Нею також розмовляють сахалінські корейці в деяких частинах Сахаліну, російського острова на північ від Японії, та корейці-сарам в частині Центральної Азії. Мова має кілька вимерлих родичів, які разом з мовою Чеджу (чеджуань) острова Чеджу та самою корейською мовою утворюють компактну корейську мовну сім'ю. Незважаючи на це, чеджуанська та корейська мови не є взаємно зрозумілими. Припускають, що мовна батьківщина корейської мови знаходиться десь у сучасній Маньчжурії. Ієрархія суспільства, з якого походить мова, глибоко впливає на мову, що призводить до системи мовних рівнів та почесних знаків, які вказують на формальність тієї чи іншої ситуації.
Сучасну корейську мову записують корейською писемністю (한글, Hangeul у Південній Кореї, 조선글, Chosŏn'gŭl у Північній Кореї) — системою, розробленою у 15 столітті для цієї мети, хоча вона не стала основною писемністю до 20 століття. Писемність використовує 24 основні літери (ямо) та 27 складних літер, утворених з основних. Коли корейська мова вперше була зафіксована в історичних текстах, вона була тільки розмовною мовою.
З початку 21-го століття елементи корейської культури поширилися в інші країни завдяки глобалізації та культурному експорту. Інтерес до вивчення корейської мови (як іноземної) також викликаний давніми союзами, військовою участю та дипломатією, наприклад, між Південною Кореєю та Сполученими Штатами та Китаєм та Північною Кореєю після закінчення Другої світової війни та Корейської війни. Поряд з іншими мовами, такими як китайська та арабська, корейська належить до найвищого рівня складності для носіїв англійської мови за версією Міністерства оборони Сполучених Штатів.

## Короткі відомості
Корейська мова вважається ізольованою мовою, однак у неї є декілька вимерлих споріднених мов, які разом із корейською мовою та чеджуською мовою (нею розмовляють у провінції Чеджу) утворюють корейську мовну родину. Припускається, що лінгвістична батьківщина корейської мови знаходиться десь в Маньчжурії. Розрізняють 6 діалектів: північно-східний, що включає корейські говори північно-східного Китаю, північно-західний, центральний, південно-східний, який має велику кількість загальних рис з північно-східним, південно-західним діалектами, а також діалект острова Чеджу, який, як і північні діалекти, зберіг ряд архаїчних рис. Діалектичні відмінності корейської мови головним чином стосуються лексики та фонетики, меншою мірою морфології, однак у 20 столітті відбувається нівелювання діалектів.
З різноманітних гіпотез генетичної спорідненості корейської мови найбільш розповсюдженою є, так звана, алтайська, прибічники якої, спираючись на фонетичну відповідність, структурну схожість та етимологічні дані, або відносять корейську мову (іноді разом з японською) до тунгусо-маньчжурської гілки, або визначають її як особливу гілку, що виділилась раніше інших — 3-го тис. до н. е. Однак алтайська гіпотеза не є загальновизнаною.
В лексиці корейської мови є декілька пластів: власне корейські слова, включаючи ономатопею; ханмунні або запозичення з китайської мови, різноманітних типів; старі запозичення з санскриту, монгольської та маньчжурської, нові — з російської, англійської та інших європейських мов.
Сучасну корейську мову, як і сілланську мову, деякі лінгвісти відносять до ханської гілки.
До 1894 писемною літературною корейською мовою був ханмун (див. ханча). Після створення в 1444 фонетичного письма розширились можливості для розвитку літературної корейської мови. Сучасна літературна мова була кодифікована в 1933 як «стандартна мова» (пхьоджунмаль) з опорним сеульським говором центрального діалекту. В 1966 в КНДР замість «стандартної мови» був уведений статус «культурної мови» (мунхвао). Її нормою вважався пхеньянський говір. Через розподілення країни на дві частини єдиний процес нормування літературної корейської мови був порушений, і, власне кажучи, таким чином розвиваються дві його різновидності.
Корейські епіграфічні пам'ятки на ханмуні датуються початком 5 століття. Ранні тексти, записані китайськими ієрогліфами способом іду, збереглись з 9 ст.

## Абетка
| Запис           | Прості Голосні | Прості Голосні | Прості Голосні | Прості Голосні | Прості Голосні | Прості Голосні | Прості Голосні | Прості Голосні | Прості Голосні | Прості Голосні |
| --------------- | -------------- | -------------- | -------------- | -------------- | -------------- | -------------- | -------------- | -------------- | -------------- | -------------- |
| Хангиль         | ㅏ             | ㅓ             | ㅗ             | ㅜ             | ㅡ             | ㅣ             | ㅐ             | ㅔ             | ㅚ             | ㅟ             |
| МФА             | a              | ʌ              | o              | u              | ɯ              | i              | ɛ              | e              | ø              | ɰi             |
| Стара латинка   | a              | ŏ              | o              | u              | ŭ              | i              | ae             | e              | oe             | wi             |
| Нова латинка    | a              | eo             | o              | u              | eu             | i              | ae             | e              | oe             | wi             |
| Єльська латинка | a              | e              | o              | u/wu           | u              | i              | ay             | ey             | oy             | wi             |
| Українська      | а              | о              | o              | у              | и              | і              | е              | е              | ве             | ві             |

| Запис           | Складені голосні (дифтонги) | Складені голосні (дифтонги) | Складені голосні (дифтонги) | Складені голосні (дифтонги) | Складені голосні (дифтонги) | Складені голосні (дифтонги) | Складені голосні (дифтонги) | Складені голосні (дифтонги) | Складені голосні (дифтонги) | Складені голосні (дифтонги) | Складені голосні (дифтонги) |
| --------------- | --------------------------- | --------------------------- | --------------------------- | --------------------------- | --------------------------- | --------------------------- | --------------------------- | --------------------------- | --------------------------- | --------------------------- | --------------------------- |
| Хангиль         | ㅑ                          | ㅕ                          | ㅛ                          | ㅠ                          | ㅒ                          | ㅖ                          | ㅘ                          | ㅙ                          | ㅝ                          | ㅞ                          | ㅢ                          |
| МФА             | ja                          | jʌ                          | jo                          | ju                          | jɛ                          | je                          | wa                          | wɛ                          | wʌ                          | we                          | ɰi                          |
| Стара латинка   | ya                          | yŏ                          | yo                          | yu                          | yae                         | ye                          | wa                          | wae                         | wŏ                          | we                          | ŭi                          |
| Нова латинка    | ya                          | yeo                         | yo                          | yu                          | yae                         | ye                          | wa                          | wae                         | wo                          | we                          | ui                          |
| Єльська латинка | ya                          | ye                          | yo                          | yu                          | yay                         | yey                         | wa                          | way                         | wo                          | wey                         | uy                          |
| Українська      | я                           | йо                          | йо                          | ю                           | я                           | є                           | ва                          | ве                          | во                          | ве                          | ий                          |

- Дифтонги ㅕ та ㅛ передаються українською як ьо, якщо стоять після приголосного, за винятком приголосного ㅇ.

| Запис           | Приголосні | Приголосні | Приголосні | Приголосні | Приголосні | Приголосні | Приголосні | Приголосні | Приголосні | Приголосні | Приголосні | Приголосні | Приголосні | Приголосні | Приголосні | Приголосні | Приголосні | Приголосні | Приголосні |
| --------------- | ---------- | ---------- | ---------- | ---------- | ---------- | ---------- | ---------- | ---------- | ---------- | ---------- | ---------- | ---------- | ---------- | ---------- | ---------- | ---------- | ---------- | ---------- | ---------- |
| Хангиль         | ㄱ         | ㄲ         | ㅋ         | ㄷ         | ㄸ         | ㅌ         | ㅂ         | ㅃ         | ㅍ         | ㅈ         | ㅉ         | ㅊ         | ㅅ         | ㅆ         | ㅎ         | ㄴ         | ㅁ         | ㅇ         | ㄹ         |
| МФА             | k~g        | k͈          | kʰ         | t~d        | t͈          | tʰ         | p~b        | p͈          | pʰ         | tɕ~dʑ      | tɕ͈         | tɕʰ        | s~ɕ        | s͈~ɕ͈        | h~ɦ        | n          | m          | ŋ          | l~ɾ        |
| Стара латинка   | k          | kk         | k'         | t          | tt         | t'         | p          | pp         | p'         | ch         | tch        | ch'        | s          | ss         | h          | n          | m          | ng         | r          |
| Нова латинка    | g/k        | kk         | k          | d/t        | tt         | t          | b/p        | pp         | p          | j          | jj         | ch         | s          | ss         | h          | n          | m          | ng         | r/l        |
| Єльська латинка | k          | kk         | kh         | t          | tt         | th         | p          | pp         | ph         | c          | cc         | ch         | s          | ss         | h          | n          | m          | ng/ŋ       | l          |
| Кирилиця        | к          | кк         | кх         | т          | тт         | тх         | п          | пп         | пх         | ч          | чч         | чх         | с          | сс         | х          | н          | м          | н          | р/л        |

- /p, t, tɕ, k, h/ вимовляються як [b, d, dʑ, ɡ, ɦ] між дзвінкими звуками, на початку другого складу. [ɦ] чується дуже рідко.
- /ŋ/ присутнє лише між голосними та наприкінці складу.
- /s, s͈/ палаталізуються і вимовляються як [ɕ, ɕ͈] перед /i, j/.

## Будова
Аглютинативна мова, порядок слів SOV (підмет — додаток — присудок).
Наприклад:
난 차를 마십니다
нан чхариль масімніда
Я п'ю чай
난 — скорочено від 나는 нанин — я
차 — чай, 를 — закінчення знахідного відмінка
마십니다 — пити (у ввічливій офіційній формі; інфінітив — 마시다)
Залежний член завжди передує головному.

## Діалекти
Корейська мова поділяється на два діалекти: центральнокорейський та чеджуський. Перший поширений на Корейському півострові, другий на острові — Чеджу. Центральнокорейський діалект поділяється на декілька наріч, які своєю чергою поділяються на ряд говорів.
     Північно-західне наріччя або Пхьонанський діалект — поширений на північному заході Корейського півострова, на території корейської історичної провінції Пхьонан (КНДР), а також на прикордонних землях Кореї та південно-східної Маньчжурії (КНР). Охоплює Пхеньянський говір, який поширений в Пхеньяні та околицях і взятий за основу корейської літературної мови в КНДР.
     Північно-східне наріччя або Хамгьонський діалект — поширений на північному сході Корейського півострова, на території корейської історичної провінції Хамгьон (КНДР), а також на прикордонних землях Кореї та західної Маньчжурії (КНР). Використовується більшістю в корейських діаспорах Китаю, Росії, Казахстану, України.
     Центральне наріччя, Кьонгіський діалект, Хванхеський діалект або Канвонський діалект — поширений в центральній частині Корейського півострова, на території корейських історичних провінцій Кьонгі, Хванхе і Канвон, що розділені між КНДР та Республікою Корея. Поділяється на ряд говорів:
Сеульський говір — центральнопівнічний говір, поширений в Сеулі та околицях, на території провінції Кьонгі. Взятий за основу корейської літературної мови у Республіці Корея.
Йондонський говір — східний говір, поширений в регіоні Йондон, на сході провінції Канвон.
Чхунчхонський говір — південний говір, поширений на території корейської історичної провінції Чхунчхон.
     Південно-західне наріччя або Чолласький діалект — поширений на південному заході Корейського півострова, на території корейської історичної провінції Чолла (Республіка Корея).
     Південно-східне наріччя або Кьонсанський діалект — поширений на південному сході Корейського півострова, на території корейської історичної провінції Кьонсан (Республіка Корея), а також деяких місцевостях Японії. Поділяється на ряд говорів:
Пусанський говір — південний говір, поширений в Пусані та околицях, на території провінції Кьонсан.
Тегуський говір — центральний говір, поширений в Тегу та околицях, на території провінції Кьонсан.
     Чеджуський діалект або Чеджуська мова — поширений на острові Чеджудо. Зберігає середньовічні особливості корейської мови, а також має багато запозичень з китайської та японської мов. Не є взаємно-зрозумілим з іншими діалектами, тож його можна класифікувати окремою мовою.